# جاكلين إيفانز
جاكلين إيفانز (بالإنجليزية: Jacqueline Evans)‏ هي ممثلة بريطانية (وحملت سابقاً جنسية المملكة المتحدة لبريطانيا العظمى وأيرلندا)، ولدت في 17 يناير 1915 في المملكة المتحدة، وتوفيت في 1989 في المكسيك.

## وصلات خارجية
- جاكلين إيفانز على موقع IMDb (الإنجليزية)
- جاكلين إيفانز على موقع قاعدة بيانات الفيلم (الإنجليزية)